# Industrializzazione per sostituzione delle importazioni

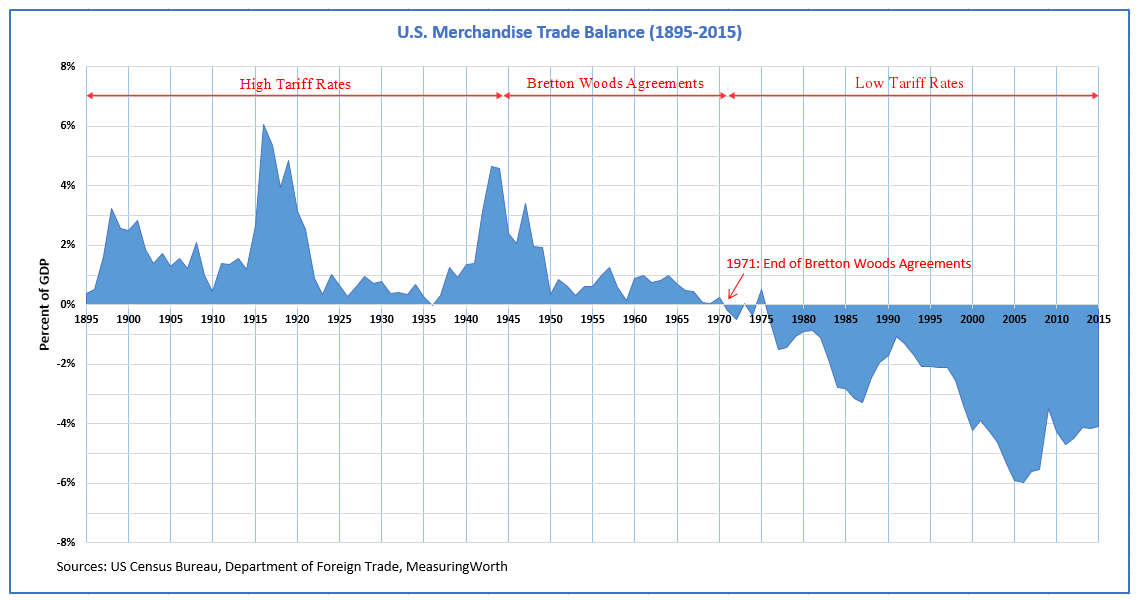
Bilancia commerciale degli Stati Uniti d'America (1895-2015) e politiche commerciali

L'industrializzazione per sostituzione delle importazioni (in sigla ISI, in inglese Import Substitution Industrialization) è una politica commerciale ed economica che sostiene la sostituzione delle importazioni con la produzione interna. L'ISI si basa sul presupposto che un paese dovrebbe tentare di ridurre la propria dipendenza estera attraverso la produzione locale di manufatti industriali. Il termine si riferisce soprattutto alle politiche di sviluppo economico del XX secolo, sebbene la teoria sia stata sostenuta dal XVIII secolo da economisti come Friedrich List e Alexander Hamilton.
Politiche ISI sono state attuate da paesi del Sud Globale con l'intenzione di promuovere lo sviluppo e l'autosufficienza attraverso la creazione di un mercato interno. Nell'ISI lo stato dirige lo sviluppo economico attraverso nazionalizzazioni, sovvenzioni ai settori basilari (agricoltura, produzione energetica, ecc.), aumento della tassazione e politiche commerciali altamente protezionistiche. L'industrializzazione per sostituzione delle importazioni è stata gradualmente abbandonata dalla maggior parte dei paesi in via di sviluppo negli anni ottanta e da altri dopo la caduta dell'Unione Sovietica dovuta alla sua incapacità nel raggiungere lo sviluppo, e in seguito per l'insistenza del Fondo Monetario Internazionale e della Banca Mondiale sui loro programmi di aggiustamento strutturale diretti al Sud Globale.
Nel contesto dello sviluppo dell'America Latina, l'espressione "strutturalismo latinoamericano" si riferisce al periodo di industrializzazione per sostituzione delle importazioni che va dagli anni cinquanta agli anni ottanta. Le teorie dietro lo strutturalismo latinoamericano e l'ISI sono state organizzate nelle opere di Celso Furtado, Raúl Prebisch, Hans Singer e altri pensatori strutturalisti e ha assunto preminenza con la creazione della Commissione economica per l'America Latina e i Caraibi (UNECLAC o CEPAL). Mentre i teorici dietro lo strutturalismo latinoamericano o l'ISI non avevano una visione omogenea e non appartenevano a una particolare scuola di pensiero economico, i teorici che svilupparono queste strutture economiche condividevano una comune fede di fondo in una forma di sviluppo economico diretta dallo stato e a pianificazione centralizzata. Nel promuovere un'industrializzazione indotta dallo stato attraverso la spesa pubblica supportata dalla tesi dell'industria nascente, gli approcci allo sviluppo dell'ISI e dello strutturalismo latinoamericano sono largamente influenzati da una vasta gamma di idee economiche comunitarie, keynesiane e socialiste. L'ISI è spesso associata e collegata alla teoria della dipendenza anche se quest'ultima ha tradizionalmente adottato una più ampia struttura sociologica marxista nell'affrontare quelle che sono percepite come le origini del sottosviluppo per gli effetti storici del colonialismo, dell'eurocentrismo e del neoliberismo.

## Storia

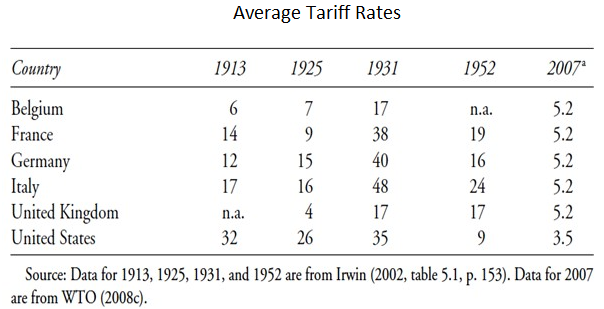
Dazi medi di alcuni paesi, 1913-2007

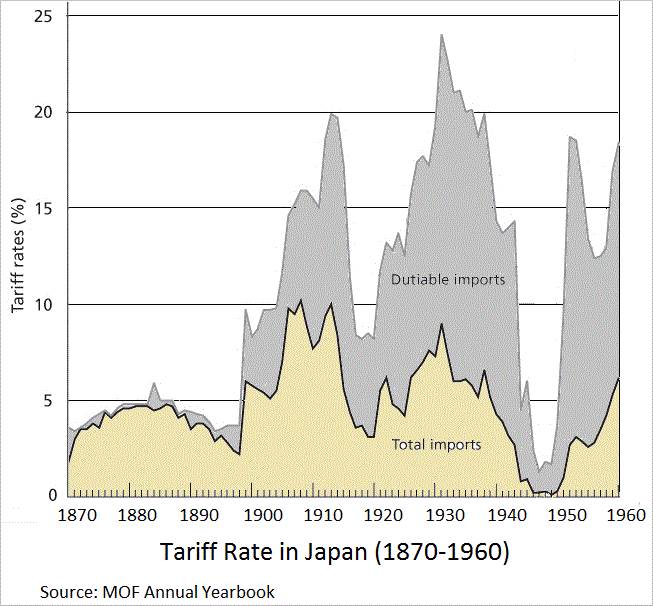
Dazi in Giappone (1870-1960)

Anche se l'ISI è una teoria dello sviluppo, la sua attuazione politica e i suoi fondamenti teorici sono radicati nella teoria del commercio: è stato sostenuto che tutti o virtualmente tutti i paesi che si sono industrializzati hanno seguito un modello ISI. La sostituzione delle importazioni è stata largamente praticata alla metà del XX secolo come una teoria dello sviluppo che sosteneva una crescita della produttività e dei guadagni economici all'interno del paese. Questa è stata una teoria economica che guardava all'interno e che molti paesi in via di sviluppo hanno praticato dopo la seconda guerra mondiale e la decolonizzazione. A quel tempo molti economisti consideravano l'ISI un rimedio alla povertà di massa, con la transizione dei paesi del terzo mondo allo status di paesi sviluppati attraverso l'industrializzazione nazionale. La povertà di massa è definita come "il predominio di attività agricole e minerarie nei paesi a basso reddito, e la loro inabilità, a causa delle loro strutture, di beneficiare del commercio internazionale".

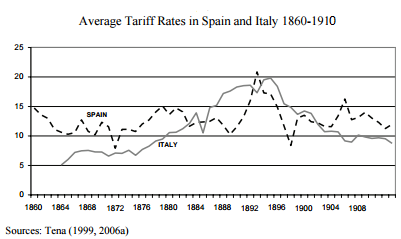
Media dei dazi in Italia e Spagna (1860-1910)

Le teorie e le pratiche economiche del mercantilismo del XVI, XVII e XVIII secolo sostenevano spesso la necessità di sviluppare una produzione locale e la sostituzione delle importazioni. Alla nascita degli Stati Uniti, il programma economico hamiltoniano, precisamente il terzo rapporto e la magnus opus di Alexander Hamilton, Sulle manifatture americane, sosteneva che gli Stati Uniti sarebbero dovuti diventare autosufficienti nella produzione industriale. Questo è alla base della scuola americana di economia, che fu una forza influente negli Stati Uniti durante l'industrializzazione del XIX secolo.

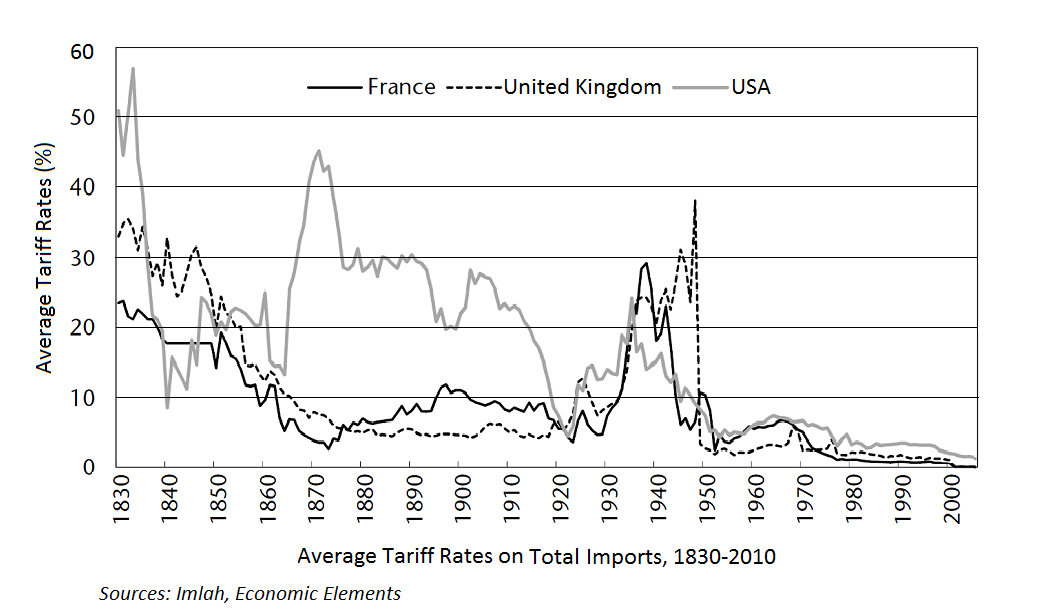
Media dei dazi in Francia, Regno Unito, USA (1830-2000)

Werner Baer sostiene che tutti gli stati che si sono industrializzati dopo il Regno Unito abbiano attraversato una fase di ISI, nella quale la maggior parte degli investimenti era diretta alla sostituzione delle importazioni. Spingendosi oltre, basandosi sulla storia economica, l'economista coreano Ha-Joon Chang nel suo libro Kicking Away the Ladder ha sostenuto anche che tutti i maggiori paesi sviluppati, incluso il Regno Unito, hanno usato politiche di interventismo economico per promuovere l'industrializzazione e proteggere le aziende nazionali finché non avessero raggiunto un livello di maturazione con cui competere sul mercato mondiale, dopodiché questi paesi hanno adottato atteggiamenti in favore del libero mercato nei confronti degli altri paesi per ottenere due risultati: aprire i loro mercati ai propri prodotti e impedire che essi adottino le stesse strategie di sviluppo che hanno portato all'industrialzzazione dei paesi sviluppati.

## Basi teoriche

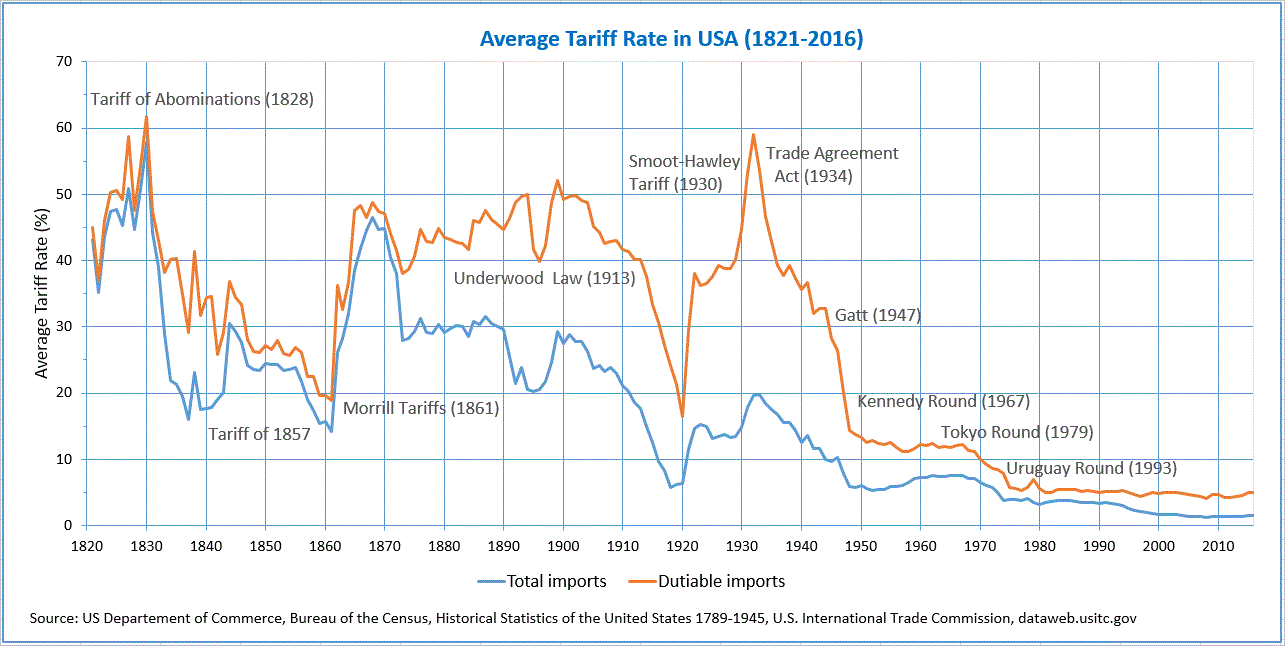
Media dei dazi negli Stati Uniti (1821-2016)

Come insieme di politiche per lo sviluppo, le politiche ISI sono fondate sulla tesi Prebisch-Singer, sulla tesi dell'industria nascente e su un modello economico di tipo keynesiano. Le pratiche a essa associate sono comunemente:
- una politica industriale attiva per sovvenzionare e orchestrare la produzione di beni strategici da sostituire;
- barriere protettive per il commercio (come i dazi);
- una moneta sopravvalutata per aiutare gli industriali a importare mezzi di produzione (come i macchinari);
- scoraggiare gli investimenti diretti esteri.

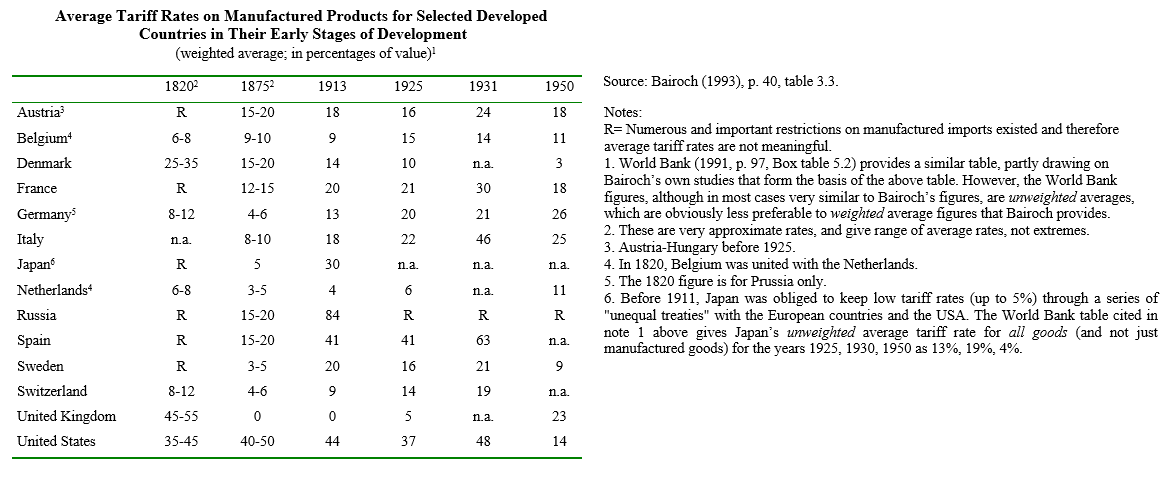
Media dei dazi sui prodotti manifatturieri (1820-1950)

Adottando alte tariffe sulle importazioni e altre politiche commerciali protezioniste, i cittadini di un dato paese, secondo la semplice logica della domanda-offerta, sostituiranno i beni stranieri meno cari con i più costosi prodotti locali. In questa situazione l'industria di primaria importanza otterrà le risorse, come la forza lavoro, dalle altre industrie; queste a loro volta otterranno risorse, forza lavoro e capitali dal settore primario. Così un paese del terzo mondo si comporterà in modo simile a un paese del primo mondo, e con una nuova accumulazione di capitali e un aumento del TFP (total factor productivity) l'industria nazionale, in teoria, sarebbe capace di commerciare a livello internazionale e competere nel mercato mondiale. Bishwanath Goldar, nel suo articolo Import Substitution, Industrial Concentration and Productivity Growth in Indian Manufacturing, ha scritto: "Studi precedenti sulla produttività del settore industriale dei paesi in via di sviluppo hanno indicato che aumenti nella produttività totale dei fattori (TFP) sono un'importante fonte di crescita industriale". Ha aggiunto: "Un tasso di crescita più elevato, a parità delle altre condizioni, potrebbe permettere all'industria di raggiungere un grado di progresso tecnologico maggiore (dato che verrebbero fatti più investimenti) e creare una situazione in cui le imprese potrebbero trarre maggior vantaggio dalle economie di scala"; si ritiene che l'ISI possa permettere proprio questo.

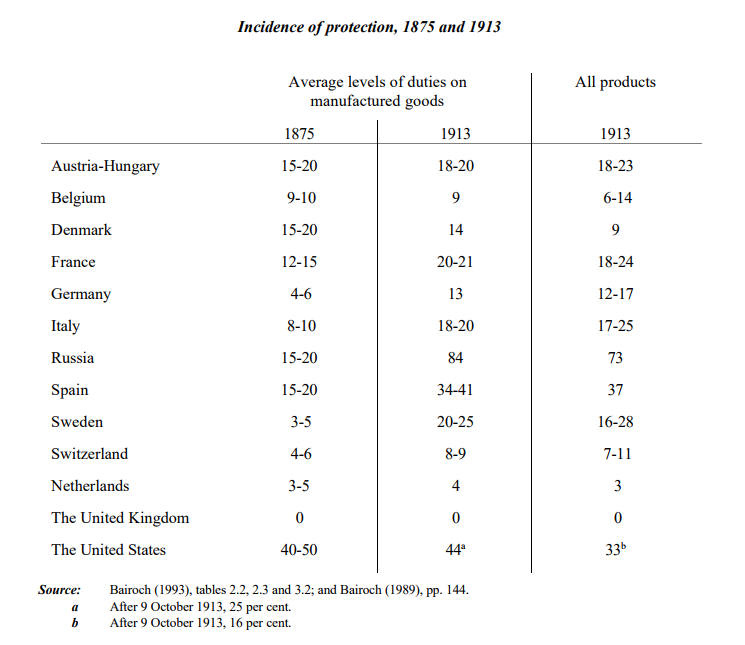
Incidenza del protezionismo, 1875 e 1913

In molti casi tuttavia queste affermazioni non si verificano. In diverse occasioni, il processo ISI brasiliano, che è avvenuto dal 1930 fino alla fine degli anni ottanta, ha richiesto la svalutazione monetaria come mezzo per incentivare le esportazioni e scoraggiare le importazioni (quindi promuovendo il consumo di prodotti locali), come anche l'adozione di differenti tassi di cambio per importare mezzi di produzione e beni di consumo. Inoltre, le politiche del governo nei confronti degli investimenti non sono stati sempre contrari al capitale straniero: il processo di industrializzazione brasiliano era basato su un trittico che coinvolgeva capitali privati, governativi e stranieri; i primi diretti alla produzione di beni di consumo, i secondi per le infrastrutture e l'industria pesante e i terzi per la produzione di beni duraturi (come ad esempio automobili). Volkswagen, Ford, GM e Mercedes hanno tutte stabilito impianti di produzione in Brasile negli anni cinquanta e sessanta.
Il principale concetto alla base dell'ISI può essere descritto come il tentativo di ridurre la dipendenza dall'estero dell'economia nazionale attraverso la produzione locale di beni industriali, sia attraverso investimenti locali o stranieri, per il consumo domestico o l'esportazione. La sostituzione delle importazioni non significa l'eliminazione delle importazioni; infatti, quando un paese si industrializza, esso naturalmente importa nuovi materiali di cui hanno bisogno le industrie, spesso anche petrolio, prodotti chimici e materie prime.

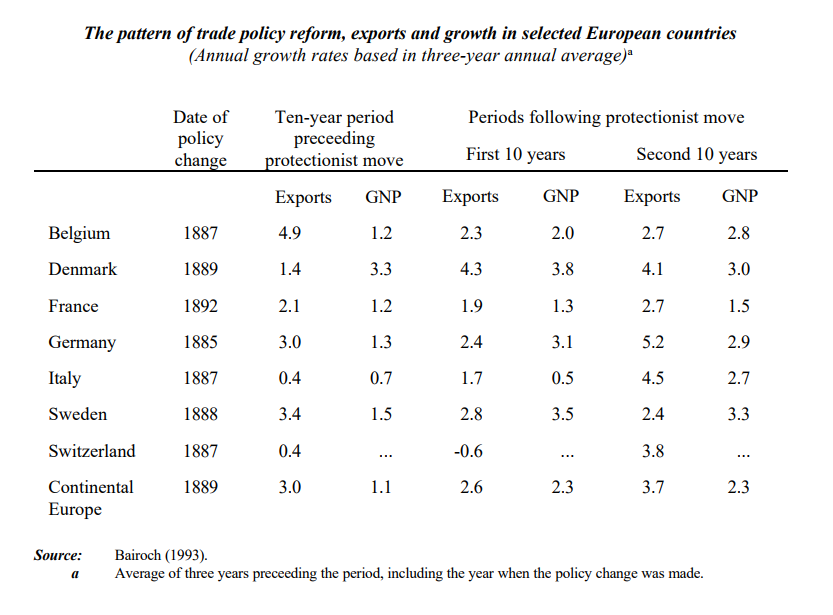
Politiche commerciali, esportazioni e crescita nei paesi europei a fine Ottocento

### Sostituzione delle importazioni con società locali
Nel 2006 Michael Schuman ha proposto la Local Ownership Import Substituting (LOIS) come un'alternativa al neoliberismo, rifiutando l'ideologia del There Is No Alternative. Schuman sostiene che le aziende LOIS sono generatori di ricchezza nel lungo periodo, hanno meno probabilità di cercare exit strategy distruttive e hanno un maggiore moltiplicatore economico.

## America Latina
Politiche di sostituzione delle importazioni sono state adottate dalla maggior parte dei paesi dell'America Latina a partire dal 1930 fino alla fine degli anni ottanta. La data di inizio è strettamente collegata all'impatto della Grande Depressione degli anni trenta quando i paesi dell'America Latina, che esportavano materie prime e importavano quasi tutti i prodotti industriali che consumavano, erano impossibilitati a importare a causa di un brusco calo delle vendite all'estero. Questo servì come incentivo per avviare la produzione locale dei beni di cui avevano bisogno.
I primi passi nella sostituzione delle importazioni furono scelte meno teoriche e più pragmatiche su come affrontare le limitazioni imposte dalla recessione, anche se i governi in Argentina (Juan Domingo Perón) e Brasile (Getúlio Vargas) avevano il precedente dell'Italia fascista (e, in una certa misura, dell'Unione Sovietica) come fonte di ispirazione per un'industrializzazione indotta dallo stato. Il pensiero di stampo positivista, che ricercava un "governo forte" per modernizzare la società, ha avuto una grande influenza sul pensiero dei militari in America Latina nel XX secolo. Tra gli ufficiali, molti dei quali raggiunsero il potere, l'industrializzazione (specialmente la produzione di acciaio) era sinonimo di "Progresso" ed era posta come una priorità.
L'ISI ricevette delle solide basi teoriche solo negli anni cinquanta, quando Raúl Prebisch, economista argentino e presidente della ECLAC, fu un sostenitore molto visibile dell'idea, così come l'economista brasiliano Celso Furtado. Prebisch aveva fatto esperienza come governatore della banca centrale del proprio paese e iniziò a mettere in discussione il modello di crescita basato sulle esportazioni. Prebisch arrivò alla conclusione che i paesi partecipanti a un regime di libero mercato hanno un potere ineguale e che le economie sviluppate (cioè quelle dell'Occidente capitalistico), che producevano beni industriali, potevano controllare il prezzo delle loro esportazioni. Questo potere sbilanciato permetteva all'Occidente di estrarre ricchezza dai paesi del terzo mondo impedendo a questi di prosperare in alcun modo. Credeva che i paesi in via di sviluppo avessero bisogno di creare collegamenti verticali locali e ci potessero riuscire solo creando industrie che utilizzassero materie prime prodotte dal paese stesso. I dazi avrebbero dovuto essere progettati per permettere alle industrie nascenti di prosperare fino a quando non fossero state pronte per competere sul mercato mondiale. Prebisch prevedeva che in tal modo ci sarebbero stati diversi benefici: la dipendenza dalle importazioni sarebbe diminuita, gli stati non sarebbero stati costretti a vendere beni agricoli a basso costo per pagare i manufatti industriali, i redditi sarebbero aumentati e il paese stesso avrebbe avuto una forte crescita.
L'ISI ha avuto maggiore successo nei paesi più popolosi e con un reddito che permetteva il consumo di prodotti locali. Paesi latinoamericani come Argentina, Brasile, Messico e, in misura minore, Cile, Uruguay e Venezuela hanno avuto i maggiori successi con l'ISI. Questo perché mentre gli investimenti per produrre beni di consumo economici possono essere redditizi nei piccoli mercati, lo stesso non si può dire per le industrie ad alta intensità di capitale, come l'industria pesante e quella automobilistica, che dipendono da mercati più ampi per sopravvivere. Quindi i paesi più piccoli e più poveri, come ad esempio Ecuador, Honduras e Repubblica Dominicana, possono godere dell'ISI solo in misura ridotta. Il Perù ha implementato l'ISI nel 1961e la politica è continuata fino alla fine del decennio quando con il colpo di stato di Juan Velasco Alvarado si passò a una economia più vicina al socialismo.
Per superare le difficoltà dell'applicazione dell'ISI in economie di piccole dimensioni i proponenti di questa politica economica, alcuni all'interno della ECLAC, hanno suggerito due alternative per allargare il mercato dei consumi: redistribuzione dei redditi all'interno del paese attraverso riforme agrarie e altre iniziative tese a portare l'enorme massa marginalizzata del Sud America nel mercato di consumo; e integrazione regionale attraverso iniziative come la Latin American Free Trade Association (LAFTA) fondata nel 1960 e sostituita dalla Latin American Integration Association (ALADI) nel 1980, che permetterebbe di vendere i propri prodotti negli altri paesi dell'organizzazione.
Nei paesi latinoamericani in cui l'ISI ha avuto più successo, essa è stata accompagnata da cambiamenti strutturali al governo. I vecchi governi neocoloniali sono stati rimpiazzati da governi più o meno democratici. Banche, utility e alcune società di proprietà straniera sono state nazionalizzate o la loro proprietà trasferita a imprenditori locali. Molti economisti sostengono invece che l'ISI abbia fallito in America Latina e sia stata uno dei molti fattori che hanno portato il cosiddetto "decennio perduto" delle economie latinoamericane, mentre altri sostengono che l'ISI abbia permesso il "Miracolo Messicano", cioè il periodo tra il 1940 e il 1975 in cui la crescita economica annuale fu pari al 6% o superiore. La crisi del debito in America Latina dell'inizio degli anni ottanta coincide con l'abbandono delle politiche ISI in molti paesi e il brusco cambio di rotta del FMI verso una politica economica neoliberista.
Come ha notato la storica Ankie Hoogvelt, l'ISI ha avuto successo nel promuovere un buon livello di sviluppo sociale ed economico in America Latina:

## Africa
Tra l'inizio degli anni sessanta e la metà degli anni settanta, le politiche di industrializzazione per sostituzione delle importazioni sono state implementate in varie forme in tutta l'Africa come mezzi per promuovere la crescita economica locale negli stati di nuova indipendenza. L'impulso per l'ISI può essere rintracciato nel 1927 con la creazione dei mercati comuni nell'Africa Occidentale e Centrale all'interno delle colonie francesi e britanniche. Questi mercati riconobbero l'importanza di applicare tariffe doganali comuni in alcune parti dl continente, con l'obbiettivo di proteggere la produzione manifatturiera locale dalla competizione internazionale.

### Economie coloniali
I primi tentativi di implementare l'ISI furono soffocati dalle politiche neomercantiliste degli imperi coloniali negli anni quaranta e cinquanta, che puntavano a generare crescita attraverso l'esportazione di materie prime a discapito delle importazioni. La promozione delle esportazioni verso le metropoli è stata il principale obbiettivo del sistema economico coloniale. I governi delle metropoli puntavano a compensare i costi della politica coloniale e ottenere materie prime dall'Africa a un prezzo significativamente basso. Questa politica fu un successo per gli interessi commerciali britannici in Ghana e Nigeria, dove il valore del commercio estero aumentò di venti volte tra il 1897 e il 1960 a causa della promozione di monocolture per l'esportazione come ad esempio il cacao e l'olio di palma. Tale crescita economica avvenne a spese delle comunità indigene, che non avevano possibilità di scegliere quali colture produrre e che ottenevano profitti insignificanti dalla loro produzione agricola. Questo modello favorì l'espansione delle monocolture, in cui la produzione si concentra intorno a un'unica coltivazione da esportare; il termine si riferisce per estensione a tutte quelle economie che gravitano attorno alla produzione di una manciata di materie prime. Questo tipo di agricoltura era comune a molti paesi; per esempio, in Senegal e Gambia la produzione di arachidi rappresentò tra l'85% e il 90% delle entrate per tutti gli anni quaranta. Questo modello economico rendeva gli stati postcoloniali di recente indipendenza vulnerabili alle oscillazioni dei prezzi delle materie prime e non promuoveva una necessaria diversificazione dell'economia. I nuovi governi postcoloniali erano scettici nell'affidarsi alle società multinazionali per lo sviluppo economico perché queste erano meno propense a pagare le tasse ed esportavano capitali all'estero. Quindi le politiche ISI furono adottate come mezzo per indirizzare le economie africane verso l'industrializzazione e la crescita dell'economia nazionale.

### Economia postcoloniale
Le strutture politiche ed economiche sottosviluppate ereditate dall'Africa post-coloniale hanno creato una forte spinta per l'ISI. Storici marxisti come Walter Rodney hanno sostenuto che il grande sottosviluppo nella struttura sociale era un diretto risultato della strategia economica coloniale che avrebbe dovuto essere abbandonata per poter generare uno sviluppo sostenibile. René Domunt ha supportato questa osservazione, sostenendo che gli stati africani erano amministrativamente sovraccaricati a causa del colonialismo. Queste immutate condizioni iniziali creavano scontento in stati come il Ghana e la Tanzania all'inizio degli anni sessanta, per la caduta dei salari e delle opportunità lavorative. L'agitazione culminò in scioperi di massa e tensioni tra il governo e i sindacati. L'insoddisfazione unita agli scarsi progressi economici al momento della decolonizzazione rese chiaro ai leader africani che non potevano più fare affidamento sulla tradizione e sulla retorica per mantenere il potere, e che potevano conservare il supporto della loro base politica solo mediante un modello economico coerente e allineato con i loro interessi politici. L'apice di questi problemi economici e politici rese necessaria l'adozione dell'ISI, per il modo in cui essa rigettava le politiche neomercantiliste che erano la causa del sottosviluppo.

### Fondamenti ideologici
Per i dirigenti dei paesi africani post-coloniali era essenziale che le loro politiche economiche rappresentassero una rottura ideologica con il modello di sviluppo imperialista. Per raggiungere questo obbiettivo alcuni stati di nuova indipendenza adottarono il socialismo africano per favorire la crescita e liberarsi dagli schemi di sviluppo capitalisti. Con l'adozione del socialismo africano, leader come Kwame Nkrumah, Julius Nyerere e Léopold Senghor speravano di instaurare un modello di sviluppo basato su due fattori: una rivoluzione culturale e intellettuale che si appoggiava sul panafricanismo, sul comunitarismo e sulla decolonizzazione; e una "grande spinta" all'industrializzazione attraverso un rapido sviluppo di tutto il continente. Uno degli aspetti più importanti di questa "grande spinta" verso lo sviluppo fu la crescita delle aziende pubbliche tra il 1960 e il 1980. A queste società commerciali di proprietà statale erano stati dati il controllo sull'import-export e sulla distribuzione all'ingrosso e al dettaglio. Questo ha permesso agli stati post-coloniali di nazionalizzare le industrie e trattenere i profitti della loro produzione piuttosto che permettere a questi capitali di fuggire verso l'Occidente per mezzo delle multinazionali.
L'impegno del socialismo africano nel perseguimento dell'ISI può essere notato nella dichiarazione di Arusha del 1967, in cui Nyerere sosteneva che:
Questo bisogno di sviluppo interno formava il nucleo della visione del socialismo africano, per cui lo stato avrebbe gestito un'economia pianificata per evitare che essa venisse controllata dal libero mercato, che era visto come una forma di neoimperialismo. In linea con questa visione economica, la Tanzania si impegnò nella nazionalizzazione dell'industria per creare lavoro e produrre beni per stimolare il mercato interno, pur mantenendo l'adesione ai principi del socialismo africano, esemplificati nel programma di "villaggizzazione" dell'Ujamaa. L'inaccessibilità dei prodotti industriali e le tensioni crescenti tra i dirigenti e i coloni di questi villaggi hanno contribuito a un "colossale fallimento" dell'ISI in Tanzania, portandoli ad abbandonare il progetto di villaggizzazione e concentrarsi sullo sviluppo agricolo.
Mentre l'ISI sotto il socialismo africano pretendeva di essere un modello di sviluppo anti-occidentale, studiosi come Anthony Smith hanno sostenuto che i suoi fondamenti ideologici sarebbero derivati dalla teoria della modernizzazione di Rostow. Questa teoria afferma che l'affidamento alla crescita economica e a un capitalismo di libero mercato sarebbe il mezzo più efficiente per lo sviluppo dello stato. L'implementazione dell'ISI in Kenya sotto un regime di capitalismo di stato è un tipico esempio di questo modello di sviluppo. Tom Mboya, il primo ministro per la pianificazione economica del Kenya indipendente, puntava a creare una traiettoria di industrializzazione orientata alla crescita, anche a spese della morale socialista. Il documento della sessione numero 10 del Kenya del 1965 rinforzava questa prospettiva, rivendicando che "se l'africanizzazione viene intrapresa a discapito della crescita, la nostra ricompensa sarà un abbassamento del livello di vita". Nell'ambito di questo percorso di sviluppo le multinazionali hanno occupato un ruolo dominante nell'economia, in primo luogo nel settore manifatturiero. Storici economici come Ralph Austen sostengono che l'apertura alle aziende occidentali e alle competenze tecniche abbiano portato a un maggiore PNL in Kenya rispetto a paesi socialisti comparabili come Ghana e Tanzania. Comunque, il rapporto dell'Organizzazione Internazionale del Lavoro (International Labour Organisation, ILO) delle Nazioni Unite del 1972 sul Kenya, sosteneva che un intervento diretto dello stato era necessario per ridurre le crescenti disuguaglianze economiche che erano nate come conseguenza del capitalismo di stato.

### Attuazione
In tutti i paesi che hanno adottato l'ISI, lo stato sovrintendeva e gestiva la sua attuazione, progettando politiche economiche che dirigessero lo sviluppo verso la popolazione indigena, con l'obbiettivo di creare un'economia industrializzata. Il Decreto di promozione delle imprese nigeriano del 1972 esemplifica questo controllo, dato che era previsto che le compagnie straniere offrissero almeno il 40% delle loro quote di capitale alla popolazione locale. L'economia controllata dallo stato è stata criticata da studiosi come Douglass North, il quale sostiene che le élite politiche potrebbero avere interessi egoistici piuttosto che pensare al bene della popolazione. Questo si collega con la teoria del neo-patrimonialismo, che afferma che le élite post-coloniali hanno usato i poteri coercitivi garantiti dallo stato per mantenere le loro posizioni e aumentare la loro ricchezza personale. Ola Olson si oppone a questa visione, provando che in un'economia in via di sviluppo il governo è l'unico attore con le risorse politiche e finanziarie necessarie per unificare l'apparato statale intorno a un processo di industrializzazione.

### Risultati
L'esperimento con l'ISI dell'Africa subsahariana ha portato esiti in gran parte pessimistici in tutto il continente all'inizio degli anni ottanta. L'industria, che era il cuore della "grande spinta", rappresentava solo il 7% del PIL di tutto il continente nel 1983. Il fallimento di questo modello derivava da vari fattori, interni ed esterni. Internamente, gli sforzi per l'industrializzazione vennero fatti a spese del settore agricolo, che durante gli anni settanta impiegava il 70% della forza lavoro della regione. Questa negligenza è stata dannosa sia per i produttori sia per la popolazione urbana, dato che la produzione agricola non riusciva a soddisfare la crescente domanda di prodotti alimentari e di materie prime. Inoltre gli sforzi per l'ISI soffrivano di uno svantaggio comparato di manodopera qualificata per la crescita industriale. Un rapporto del 1982 della Banca Mondiale dichiara che "Esiste una cronica carenza di competenze che pervade non solo il piccolo settore manifatturiero ma anche l'ipertrofica macchina statale." La Tanzania, per esempio, disponeva di due soli ingegneri all'inizio del periodo di sostituzione delle importazioni. La carenza di competenze era esasperata dalla mancanza di tecnologie che gli stati africani affrontarono durante l'industrializzazione. Adottare e imparare a utilizzare le risorse tecnologiche era un processo lungo e costoso che alcuni stati africani non sono stati in grado di capitalizzare, a causa della scarsità di risparmi domestici e lo scarso grado di alfabetizzazione del continente. In ambito internazionale, le crisi petrolifere degli anni settanta e la successiva stagnazione dell'Occidente ridusse la capacità dei paesi produttori di petrolio come la Nigeria di bilanciare i pagamenti con le esportazioni petrolifere. La propagazione globale di queste crisi ridusse anche l'importazione di capitali e semilavorati nelle economie africane dato che i paesi di provenienza divennero sempre più concentrati su sé stessi per tutto il periodo economicamente tumultuoso.
Il fallimento dell'ISI nel generare una crescita sufficiente nell'industrializzazione e nello sviluppo complessivo ha portato al suo abbandono all'inizio degli anni ottanta, in corrispondenza con la nuova politica economica degli Stati Uniti conosciuta come Reaganomics e basata sulla teoria della Supply-side economics. In risposta alle economie sottosviluppate della regione, il FMI e la Banca Mondiale hanno imposto fin dal 1981 una "contro-rivoluzione neoclassica" in Africa attraverso programmi di aggiustamento strutturale (SAP). Il nuovo consenso economico internazionale incolpava dei bassi tassi di crescita il protezionismo imposto sul settore industriale, l'avversione alle esportazioni e la bassa produttività agricola. La situazione fu analizzata dalla Banca Mondiale nel 1981 con la relazione Berg (Accelerated Development in Sub-Saharan Africa: An Agenda for Action), in risposta al Piano d'azione di Lagos sviluppato dall'Organizzazione dell'Unità Africana per ottenere maggiore autosufficienza. Durante tutti gli anni ottanta e novanta, per il FMI e la Banca Mondiale la soluzione al fallimento della sostituzione delle importazioni era una ristrutturazione dell'economia verso una rigorosa aderenza al modello di sviluppo neoliberista.

### Situazione attuale
Con l'elezione di Donald Trump a presidente, gli Stati Uniti hanno proposto un taglio del 31% degli aiuti destinati a Nazioni Unite, Banca Mondiale e altre istituzioni internazionali. Questi cambiamenti in corso nel sistema internazionale hanno spinto alcuni paesi africani (come Etiopia, Nigeria e Tanzania) a varare politiche di sostituzione delle importazioni e di sviluppo del mercato locale; inoltre, l'Assemblea Generale delle Nazioni Unite ha dichiarato il decennio 2016-2025 come decennio dell'industrializzazione africana.

## Russia
In anni recenti, la politica di sostituzione delle importazioni per mezzo dei dazi, cioè la sostituzione di prodotti stranieri con prodotti locali, è stata considerata un successo perché ha permesso alla Russia di aumentare la sua produzione interna e risparmiare diversi miliardi di dollari. La Russia ha deciso di ridurre le sue importazioni e varare una produzione locale crescente in quasi tutti i settori dell'industria. I più importanti risultati sono stati raggiunti nell'agricoltura e nell'industria alimentare, nel settore chimico, farmaceutico, nell'industria navale e aerospaziale. Tuttavia, l'economia russa dipende fortemente dalle esportazioni di petrolio e gas (che rappresentano da sole la metà delle esportazioni totali) e molta parte del settore produttivo non ha subito un processo di modernizzazione ed è rimasto fermo agli standard sovietici. Inoltre la popolazione vede peggiorare le proprie condizioni di vita: il tasso di povertà è del 13% e la disuguaglianza sociale rimane molto alta.
Dal 2014, i dazi sono applicati sui prodotti importati nel settore alimentare, in risposta alle sanzioni imposte dall'Unione europea per l'annessione della Crimea. La Russia ha considerevolmente ridotto le sue importazioni alimentari mentre la produzione locale è aumentata considerevolmente. Il costo delle importazioni di alimenti è sceso da $60 miliardi nel 2014 a $20 miliardi nel 2017 e il paese gode di una produzione record di cereali. La Russia ha aumentato la propria forza nel mercato alimentare mondiale e il paese è diventato autosufficiente. Nel settore ortofrutticolo e nella pesca la produzione è aumentata, le importazioni sono calate e la bilancia commerciale è migliorata. Nel secondo trimestre del 2017 le esportazioni agricole hanno superato le entrate, facendo della Russia un esportatore netto per la prima volta.

## Giudizio critico
Mentre le politiche di sostituzione delle importazioni potrebbero creare posti di lavoro nel breve periodo grazie alla sostituzione dei prodotti esterni con la produzione locale, sia il rendimento sia la crescita saranno minori di quanto sarebbero stati altrimenti nel lungo periodo. La sostituzione delle importazioni nega al paese i benefici che si possono ottenere dalla specializzazione e dalle importazioni. La teoria dei vantaggi comparati mostra come i paesi guadagnerebbero dal commercio internazionale, anche se spesso si fa riferimento allo squilibrio negli scambi tra paesi sviluppati (che esportano tecnologie) e paesi del terzo mondo (che esportano materie prime a basso costo). Inoltre, il protezionismo porta un'inefficienza dinamica, dato che i produttori locali non vengono incentivati dalla concorrenza straniera a ridurre i costi e migliorare la produzione. La sostituzione delle importazioni può impedire la crescita a causa della cattiva allocazione delle risorse e i suoi effetti sui tassi di cambio danneggiano le esportazioni.

### Risultati
Nonostante alcuni apparenti successi, la sostituzione delle importazioni è stata "insostenibile nel tempo e ha prodotto alti costi economici e sociali". Nella maggior parte dei casi, la mancanza di esperienza nella produzione e di competizione ha ridotto l'innovazione e l'efficienza, comprimendo la qualità dei beni prodotti in America Latina, e le politiche protezionistiche hanno tenuto i prezzi alti. Inoltre, il potere era concentrato nelle mani di pochi e questo disincentivava lo sviluppo di una classe imprenditoriale intraprendente.
Contrariamente ai suoi intenti, la sostituzione delle importazioni ha inasprito le disuguaglianze in America Latina. Con un tasso di povertà superiore al 30% la domanda interna invocata dall'ISI non era possibile. Le politiche protettive e le proprietà statali hanno ridotto gli incentivi al rischio di impresa, con una conseguente diminuzione dell'efficienza.
I grandi debiti contratti per avviare le politiche di sostituzione delle importazioni sono considerati la causa principale della crisi dell'America Latina degli anni ottanta. Tuttavia, i critici dell'economia neoliberista sostengono che l'eliminazione dei dazi in paesi con un sistema di tassazione immaturo riduce le entrate statali che sono necessarie per sostenere il debito pubblico.